# St. Ouen Communal Cemetery
St. Ouen Communal Cemetery is een begraafplaats gelegen in de Franse plaats Saint-Ouen (Somme) (Somme). De militaire graven worden onderhouden door de Commonwealth War Graves Commission.
De begraafplaats telt 29 geïdentificeerde Gemenebest graven uit de Eerste Wereldoorlog.